# Neutralni Moresnet
Moresnet (niz. Neutraal-Moresnet, fra. Moresnet Neutre, nje. Neutral-Moresnet, Altenberg - izgovor "Morezne"), neutralno ozemlje kojim su zajedno kao kondominijem upravljali Ujedinjeno Kraljevstvo Nizozemske odnosno od 1830. godine Belgija i Kraljevina Pruska odnosno od 1871. Njemački Reich.

## Povijest
Nastao je nakon oblikovanja državnih granica nakon svršetka Napoleonskih ratova 1815. godine. Ujedinjena Kraljevina Nizozemska i Kraljevina Pruska nisu se u potpunosti našli jedinstveni stav kome će pripasti moresnetski kraj. Zapadni je pripao Ujedinjenom Kraljevstvu Nizozemske, južni i istočni Kraljevini Pruskoj, a predio u sredini, oko čije se pripadnosti dvije države nisu složile, proglašen je neutralnim ozemljem, tako zvani Neutralni Moresnet. Aachenskim sporazumom od 26. lipnja 1816. godine. Nalazio se 7 km jugozapadno od Aachena. Tvorevina je bila trokutasta i vodila je ka Vaalserbergu. Neformalni glavni grad bio je Kelmis. Bila je površine 3,4 km². Od 1830. godine na tom je mjestu tvorila četveromeđu s Nizozemskom, Belgijom i Pruskom odnosno poslije Njemačkom. Točnije, Belgija je bila neovisna od 1830., što je nizozemska država priznala 1839. godine a granica između dviju država formalno je utvrđena 1843. godine. Broj stanovnika na tom je području bio 256 1815. godine a naglo je narastao na 4668 stanovnika netom prije Prvoga svjetskog rata. U prvom je svjetskom ratu Njemačka zaposjela Belgiju i sve do njemačkog pripajanja 27. lipnja 1915. bila je pod odvojenom upravom. Kao odštetu za ratna razaranja u Belgija je dobila Moresnet i veliki dio njemačkogovornog Ostkantone. Versailleskim sporazumom od 28. lipnja 1919. priznao je Njemački Reich puni suverenitet Belgije nad Neutralnim Moresnetom. 10. siječnja 1920. pripojena je Belgiji i došla je pod upravu posebne belgijske upravne jedinice Guvernerata Eupena-Malmedyja i promijenila je ime u Kelmis (fra. La Calamine). Pruski Moresnet pripao je Neu-Moresnetu u Belgiji. U drugom svjetskom ratu ovaj je kraj bio pripojen Trećem Reichu.

## Gospodarstvo
Godine 1885. rudu iz rudnika je iscrpljena te se pojavila zabrinutost za budućnost Neutralnog Moresneta. Iznešeno je nekoliko u vezi pretvaranja ovog kraja u više neovisni entitet. Godine 1886., glavni rudnički je liječnik dr Wilhelm Molly (1838. – 1919.), filatelist, pokušao je organizirati mjesnu poštansku službu koja bi imala vlastite marke. Na Belgijsko upletanje zamisao je odbačena. Pokušalo se otvoriti legalnu kockarnicu 1903. godine. Kazino je uspostavljen u kolovozu 1903. nakon što je Belgija dotad prisilila svaki takvi subjekt na zatvaranje. Kazino je djelovao pod strogim ograničenjima, nije bilo dopušteno mjesnom stanovništvu kockati niti je smjelo biti više od 20 osoba ni u jednom trenutku na tom mjestu. Poslovni pothvat je napušten nakon što je njemački car Vilim II. zaprijetio podjelom ozemlja ili ustupanjem Belgiji radi okončanja kockanja. Oko ovog vremena u Moresnetu su bile tri destilerije i tvornica gina. U cijelom je području cvalo krijumčarenje sa susjednim zemljama. Nije postojala vojna obveza. Bili su zabranjeni sindikati radnika i namještenika. Stanovnici su plaćali svećenike. Bile su brojne ilegalne pecare rakije i razvijena trgovina alkoholom.

## Esperantistička inicijativa
Najzanimljivija inicijativa je ona od esperantskih zaljubljenika iz 1908. godine. Među ostalim pokušajima tu su pokušaj francuskog profesora Gustavea Roya i dr Mollyja, zamjenika gradonačelnika i glavnog liječnika u rudniku, koji su pokušali proglasiti Moresnet prvom esperantskom državom. Dr. Molly predložio je da Moresnet bude prva država na svijetu koja bi bila govornica esperanta. Zvala bi se Amikejo ("mjesto prijateljstva"). Državna himna bila bi koračnica istog imena na melodiu skladbe O Tannenbaum. Izvjestan broj stanovnika naučio je esperanto te je održan skup u Kelmisu za potporu ideji Amikeja 13. kolovoza 1908. godine, i otkriven je grb. Svjetski esperantistički kongres održan u Dresdenu čak je ovaj kondominij proglasio svjetskim gradom esperantističke zajednice i premjestili ga tamo iz Geneve. Održao se rastući broj kongresa i vlasnici pivnica i drugih ugostiteljskih objekata za ispijanje (Kneipe) pokušali su svoje lokale napraviti višejezičnim.

### Kraljevski komesari za neutralno područje Moresneta
Nizozemska
- 1817. – 1823.: Werner Jacob; odvjetnik i zastupnik grada Liègea
- 1823. – 1830.: Josef Brandès; školski inspektor i zastupnik grada Liègea

Belgija
- 1830. – 1835.: tijekom prvih godina belgijske revolucije upražnjeno
- 1835. – 1840.: Lambert Ernst; zamjenik glavnog prokuratora u Liègeu
- 1840. – 1889.: Mathieu Crémer; sudac u Verviersu
- 1889. – 1915.: Fernand Jacques Bleyfuesz; okružni komesar Verviersa
- 1915.:–9999 Dr. Bayer; carsko-gradski komesar u Verviersu
- 1915. – 1918.: pripojila ga Pruska
- 1918. – 1920.: Fernand Jacques Bleyfuesz

Pruska
- 1817. – 1819.: Wilhelm Hardt; rudarskojamski savjetnik za rudnik cinka
- 1819. – 1836.: Johann Martin Daniel Mayer; rudarski odvjetnik i direktor rudarske službe u Dürenu
- 1836. – 1854.: Heinrich Martins; viši rudarski odvjetnik i pri višoj rudarskoj službi u Bonnu
- 1854. – 1866.: Amand von Harenne; prije od 1852. do 1854. policijski komesar; zemaljski vijećnik u Eupenu
- 1866. – 1868.: Robert Freiherr von der Heydt; zemaljski vijećnik u Eupenu
- 1868. – 1870.: Edwin Gülcher; zemaljski vijećnik u Eupenu
- 1871. – 1893.: Alfred Sternickel; zemaljski vijećnik u Eupenu
- 1893. – 1909.: Alfred Gülcher; zemaljski vijećnik u Eupenu
- 1909. – 1918.: Walter The Losen; zemaljski vijećnik u Eupenu
- 1918. – 1920.: nakon primirja iz Compiègnea 1918. odposjednut s njemačke strane

### Gradonačelnici Neutralnog Moresneta
- 1817. – 1859.: Arnold Timothée de Lasaulx
- 1859.:–9999 Adolf Hubert van Scherpenzeel-Thim
- 1859. – 1882.: Joseph Kohl
- 1882. – 1885.: prazno
- 1885. – 1915.: Hubert Schmetz
- 1915. – 1918.: Wilhelm Kyll
- 1918. – 1920.: Pierre Grignard